# Diadegma satanicolor
Diadegma satanicolor là một loài tò vò trong họ Ichneumonidae.